# 每股盈餘
每股盈餘（英語：Earnings Per Share，EPS, basic EPS)，又称每股收益或每股盈利，是指公开市场上，每股给投资者/股东带来的收益。它是公司的獲利指標，對於有公開市場股票交易的公司而言，每股盈餘和公司的股價都有一定的聯動性，因此這也是公司現有股東與潛在投資人衡量公司獲利的關鍵要素之一。這詞彙經常出現於財經刊物或報章的財經版。
基本每股盈餘以每股為基礎，衡量普通股股東對企業在一特定財務報導期間當中，其經營績效所擁有之權益。普通股股東所享有之權益，通常即為本期損益中可歸屬於普通股股東之部分(本期損益扣除特別股之股利)。企業於編製合併報表時，每股盈餘僅限於母公司普通股權益所擁有之損益。:273

## 計算方法
每股盈餘的計算非常簡單易懂，其最基本的公式為：
每股盈餘 =（稅後淨利 - 當年特別股股利）/ 加權平均流通在外的普通股股數
优先股(特別股)相对於普通股具有优先分配权，因此计算每股盈余前，税后净利中需要扣除优先股的股利。若优先股为可累积优先股，则无论是否宣告发放股利，按照股息率计算的优先股股利都要从税后净利中扣除。
本期損益中若含有停業單位損益時，基本每股盈餘應就繼續營業單位損益與停業單位損益計算基本每股盈餘。:274計算基本每股盈餘時，普通股股數應為當期流通在外普通股之加權平均股數。

## 稀释每股盈余
稀释每股盈余（英語：Diluted EPS)，是指考虑潜在的普通股稀释性 (例如股票選擇權或可轉換公司債產生的影響) 之後，所計算出來的每股盈余。稀释每股盈余表示在“最坏”的情况下的每股盈余。
稀释每股盈余通常由複雜資本結構導致（英語：Complex Capital Structure)，亦即於簡單資本結構中（英語：Simple Capital Structure)，每股盈餘 = 稀釋每股盈餘。
- 複雜資本結構：稀釋每股盈餘 <= 每股盈餘。

一般計算利用假設轉換方法（英語：if-converted method)，其基於通過查看可轉換證券（英語：convertible security）的轉換率，然後將轉換價格與股票的當前市場價格進行比較：
- 假設轉換法：稀釋每股盈餘 =（淨利潤 + 可轉換債券之稅後利息 - 特別股股利）/（流通的加權平均普通股股數 + 可轉換優先股轉換的普通股股數 + 可轉換債券轉換的普通股股數）

針對計算未行使之價內認股權證及選擇權可能產生的新股數量，採用庫存股票方法（英語：treasury stock method)，其基於假設公司由行使價內選擇權而獲得之收益將用於回購市場上之普通股：
- 庫存股法：稀釋每股盈餘 =（淨利潤 - 特別股股利）/ [ 流通的加權平均普通股股數 + (行使選擇權後將發行的新股數量 - 可用行使選擇權時所收到的現金購買的股票數量) × (選擇權未償付之年度比例) ]

當存在股票期權和認股權證等稀釋證券時，分子分母根據實際情況再做適當調整。
- 當 (分子部分調整項 / 分母部分調整項) >= 基本每股盈餘 時，認為這些證券具有反稀釋性（英語：antidilutive)，稱為反稀釋證券（英語：antidilutive security)
- 於國際財務報導準則（英語：International Financial Reporting Standards，IFRS）以及美國會計準則（英語：US Generally Accepted Accounting Principles，US GAAP）中，反稀釋證券不為稀釋每股盈餘之計算所包括。
- 若計算之 稀釋每股盈餘 > 每股盈餘，應以每股盈餘之價格呈報稀釋每股盈餘，使之符合 稀釋每股盈餘應 <= 每股盈餘 之準則。

## 意義
每股盈餘衡量的是公司在某一年度的獲利，以每一持股而言可得分配的金額。所謂的流通在外股數，主要排除公司所買回尚未移轉予員工或註銷的庫藏股，及子公司持有的股份。由於流通在外股數也會受到公司在年度中增減發行新股數影響，若要計算則要扣除公司在年度中的增減資才夠精確。
每股盈餘被視為每股最高可分配的股利金額，但通常公司的股利政策，大多希望每年的股利發放，能達到某種程度的穩定度。因此，在獲利好的年度也有可能配發較少的股利，以保留於獲利欠佳的年度發放。